# Inge Ejderstedt
Inge Ejderstedt (* 24. prosince 1946, Lenhovda) je bývalý švédský fotbalista, záložník.

## Fotbalová kariéra
Začínal ve Švédsku v týmu Åtvidabergs FF. 
Ve švédské lize hrál v letech 1968-1970 za Östers IF, se kterým získal v roce 1968 mistrovský titul. Od roku 1970 hrál 4 sezóny belgickou ligu za RSC Anderlecht, se kterým získal dva mistrovské tituly a dvě vítězství v belgickém fotbalovém poháru. Po návratu do Švédska hrál další 3 sezóny za tým Östers IF. V Poháru mistrů evropských zemí nastoupil ve 6 utkáních a dal 1 gól, v Poháru vítězů pohárů nastoupil v 1 utkání, ve Veletržním poháru nastoupil v 5 utkáních a dal 5 gólů a v Poháru UEFA nastoupil v 10 utkáních a dal 4 góly. Za švédskou fotbalovou reprezentaci nastoupil v letech 1968–1974 ve 23 utkáních a dal 8 gólů. Byl členem švédské fotbalové reprezentace na Mistrovství světa ve fotbale 1970, nastoupil v utkání proti Itálii. Byl členem švédské fotbalové reprezentace na Mistrovství světa ve fotbale 1974, nastoupil ve 2 utkáních.

## Ligová bilance
| Ročník                     | Zápasy | Góly | Klub           |
| -------------------------- | ------ | ---- | -------------- |
| 2. švédská liga 1966       | -      | -    | Åtvidabergs FF |
| 2. švédská liga 1967       | 23     | 23   | Östers IF      |
| 1. švédská liga 1968       | 20     | 13   | Östers IF      |
| 1. švédská liga 1969       | 20     | 8    | Östers IF      |
| 1. švédská liga 1970       | 8      | 0    | Östers IF      |
| 1. belgická liga 1970/1971 | 22     | 8    | RSC Anderlecht |
| 1. belgická liga 1971/1972 | 26     | 11   | RSC Anderlecht |
| 1. belgická liga 1972/1973 | 30     | 10   | RSC Anderlecht |
| 1. belgická liga 1973/1974 | 3      | 0    | RSC Anderlecht |
| 1. švédská liga 1974       | 22     | 6    | Östers IF      |
| 1. švédská liga 1975       | 23     | 6    | Östers IF      |
| 1. švédská liga 1976       | 21     | 6    | Östers IF      |
| CELKEM 1. švédská liga     | 114    | 39   |                |
| CELKEM 1. belgická liga    | 81     | 29   |                |